# Giornale degli economisti e Annali di economia
Il Giornale degli economisti e Annali di economia, fondato a Padova nel 1875, è stata una rivista accademica italiana di ambito economico. Ha pubblicato articoli di ricerca in lingua inglese e italiana. Per oltre settant'anni, dal 1939 fino al 2014, proprietaria della rivista è stata l'Università commerciale Luigi Bocconi. Nel 2014 la proprietà è passata alla Società italiana degli economisti (SIE). Nel 2015 il periodico ha cessato le pubblicazioni ed è confluito nell'«Italian Economic Journal», edito da Springer.

## Storia editoriale

### Prima serie (Serie padovana)
La nascita della rivista risale all'aprile 1875, quando l'Associazione per il progresso degli studi economici in Italia decide di trasformare la Rassegna di agricoltura, industria e commercio della Società d’incoraggiamento di Padova nel proprio organo ufficiale. Il titolo scelto per la nuova rivista è Giornale degli economisti. Alla direzione viene confermato Eugenio Forti. Nei primi numeri della rivista scriveranno fra gli altri Fedele Lampertico, Luigi Luzzatti, Antonio Scialoja, ossia i nomi più eminenti della neo-costituita associazione.

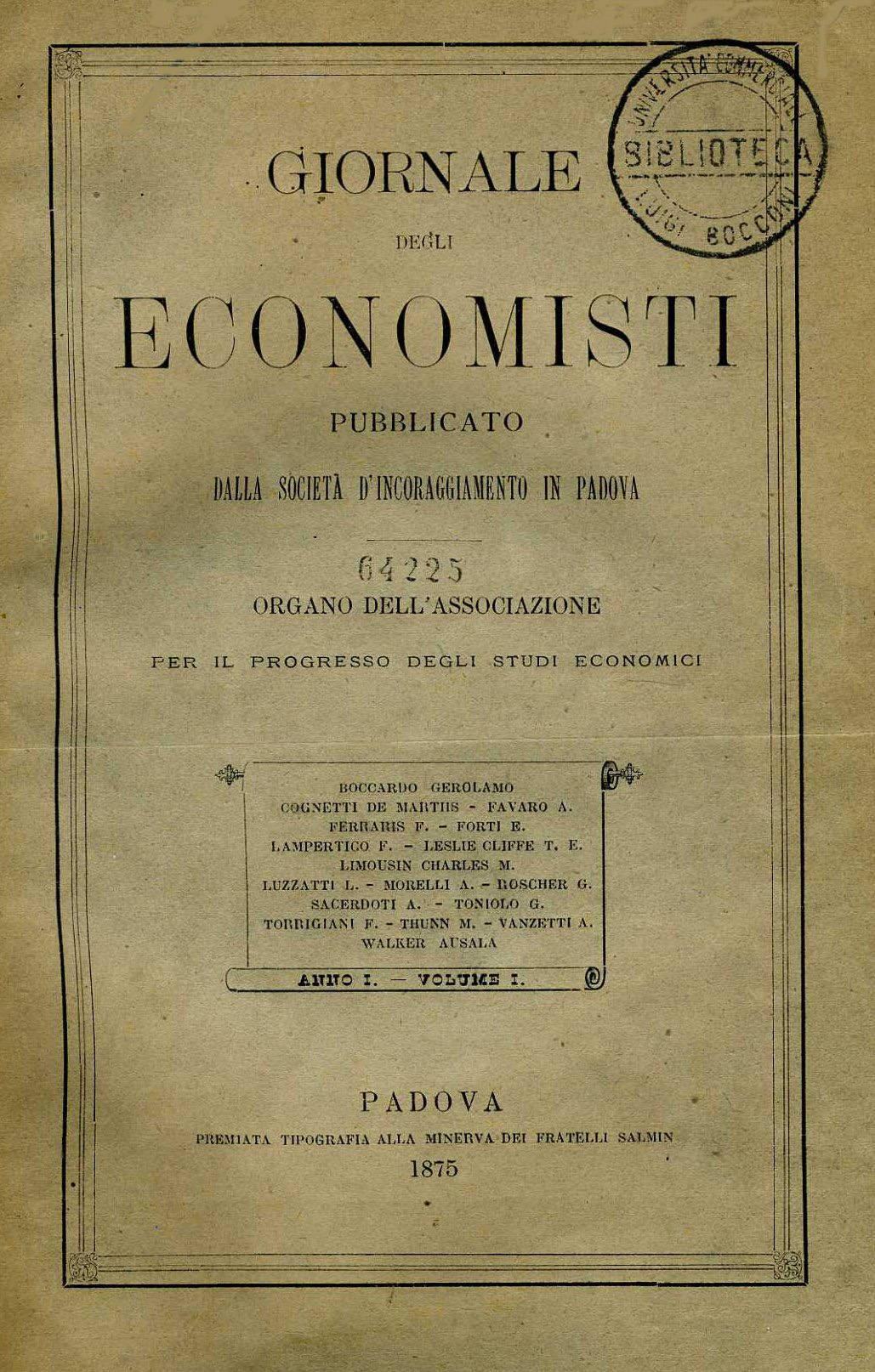
Il primo numero del Giornale degli economisti (1875)

Le tematiche principali del Giornale degli economisti sono di ambito sociale, ma non mancano articoli di teoria economica. L'orientamento della rivista è in difesa del protezionismo e a favore di un intervento legislativo in materia di assistenza, previdenza e tutela del lavoro. La tematica più discussa è quella relativa al lavoro femminile e minorile nelle fabbriche. Luzzatti, che in parlamento aveva patrocinato anche un'inchiesta industriale, scrive più volte al riguardo.. 
Fra il 1876 e il 1878 il Giornale degli economisti pubblica sia una rassegna della legislazione in altri paesi europei sul lavoro di donne e bambini, sia alcune inchieste sulle condizioni lavorative in alcune città italiane. Il giornale si schiera in base a considerazioni di carattere militare, sanitario e morale. Viene sollecitato un intervento legislativo per limitare il lavoro di donne coniugate e bambini. Per le donne coniugate si chiede almeno una legge che proibisca il lavoro nel periodo immediatamente precedente e successivo al parto.
Queste posizioni sono in aperta opposizione con quelle liberiste allora dominanti della Società Adamo Smith e della rivista ufficiale di questa: il settimanale fiorentino L’economista. Il consenso attorno al liberoscambismo degli smithiani cresce rapidamente e, infine, isola il Giornale degli economisti e i suoi teorici che finiscono per essere percepiti come austeri ma antiquati, “vestiti dei panni invernali in un clima estivo.” Così a soli quattro anni dal suo inizio nel 1879 la pubblicazione del Giornale degli economisti viene cessata.

### Seconda serie (Serie bolognese e romana)
La pubblicazione del Giornale degli economisti riprende a Bologna nel 1886 per opera di Alberto Zorli. Zorli era allora libero docente di scienza delle finanze presso l'Università di Bologna, ed in quell'ambiente maturò l'idea di riprendere la rivista padovana. Secondo i suoi piani:
“pur mantenendosi fedele ai principi del Giornale di Padova, questo di Bologna avrebbe particolarmente curato di derimere gli attriti fra gli economisti, divenendo una vera palestra per tutte le opinioni non sovversive.”
In breve pervennero adesioni per la nuova rivista da molti fra i maggiori economisti italiani. La periodicità da bimestrale torna ad essere mensile e la direzione della rivista dopo pochi anni viene spostata a Roma, ma per la stampa la rivista continua ad affidarsi alla tipografia Fava & Garagnani di Bologna.
Il proposito della nuova serie diventa sempre più promuovere un riaccostamento fra protezionisti e liberisti. Accanto infatti ai protezionisti Eugenio Forti e Fedele Lampertico nel Giornale degli economisti si aggiungono fra gli altri le nuove firme del fondatore della Società Adamo Smith Tullio Martello e del giovane e brillante liberista Maffeo Pantaleoni. Pantaleoni inoltre per il giornale decide di curare anche la rubrica Rassegna finanziaria.
La formula conciliatoria di “palestra di idee” ha successo ed in pochi anni il Giornale degli economisti cessa di essere in passivo. Ma in breve vi sarà un nuovo cambiamento nella linea editoriale del giornale. Nel 1890 Zorli infatti venne affiancato nella direzione del giornale da Maffeo Pantaleoni, Antonio De Viti De Marco e Ugo Mazzola che del giornale acquisirono anche i 3/4 della proprietà. I tre già da tempo accarezzavano l'idea di creare una nuova rivista che si riconoscesse scuola economica marginalista di cui tutti e tre erano esponenti. Avevano finito però per accantonare l'idea di nuova iniziativa editoriale decidendo invece di indirizzarsi verso la rivista dello Zorli.. 
Il diverso orientamento fra i direttori è evidente e ben presto lo Zorli finisce per essere sempre più emarginato. In breve il primo direttore si accorge di essere “un pesce fuor d'acqua”, il giornale gli è sfuggito di mano e la vicinanza al marginalismo si accentua di anno in anno.
Anche sul piano politico l'indirizzo del Giornale degli economisti cambia. Diventa liberista, anti-protezionista e antisocialista. Le posizioni del giornale sono anche quelle dell'Associazione economica liberale italiana di cui è presidente sempre Pantaleoni. Gli uomini del Giornale degli economisti si oppongono alla tariffa doganale e alle guerre commerciali con la Francia della sinistra storica. Simpatizzano con Napoleone Colajanni e l'estrema in contrasto con Francesco Crispi. Contro Crispi si battono strenuamente durante lo Scandalo della Banca Romana.. 
Anche nella forma c'è un proposito nuovo: il giornale si impegna a “trattare e far trattare quanto più [si possa] questioni di attualità e di arte economica, con speciale riguardo ai problemi di politica economica che si agitano in Italia […] la scienza pura non è esclusa. Viene soltanto in seconda linea”. Coerentemente con la nuova linea nel giornale viene inserita una rubrica di Cronaca politica tenuta prima da Mazzola e poi dal 1893 da Vilfredo Pareto. Inizia allora il periodo di maggior successo del Giornale degli economisti. Eppure sia Pareto che Pantaleoni subiranno osteggiamenti alle loro carriere accademiche per le posizioni intransigenti e antigovernative assunte sul Giornale.-.
Con gli ultimi anni del secolo si interrompe il sodalizio fra gli autori che aveva fatto la fortuna del Giornale degli economisti. Mazzola scompare nel 1899 a soli 35 anni, Pantaleoni inizia ad allontanarsi, ed anche Pareto interrompe la collaborazione dopo essere stato accusato con la sua Cronaca politica “di ingiuriare anziché ragionare e quindi di non convincere.”. 
A partire dal 1897 De Viti De Marco resta in pratica l'unico direttore responsabile della rivista. La linea editoriale viene rivista, vengono pubblicati solo articoli brevi e i fascicoli non superano le 90 pagine. Non solo: Il Giornale degli economisti attenua il liberismo che lo aveva contraddistinto negli ultimi anni. Tale è il cambiamento che nel 1900, anche per le incombenti difficoltà finanziarie, sembra possibile un'unione con la rivista che a lungo gli era stata contrapposta: La riforma sociale.

### Terza serie (Serie romana)
Nel primo decennio del XX secolo il Giornale, sempre meno segnato dalle vicende politiche, apre le sue pagine alla collaborazione di una nuova generazione di studiosi. Nel 1910 la comproprietà della rivista viene acquistata da Alberto Beneduce e da Giorgio Mortara che assieme a Pantaleoni ne assumono anche la direzione. Si dà inizio così a quella che viene denominata serie terza della rivista e al titolo viene aggiunto “Rivista di statistica”. Ed è ben comprensibile: sia Beneduce che Mortara erano degli statistici e l'utilizzo di metodi quantitativi andava sempre più affermandosi per la trattazione dei problemi economici. Beneduce aveva iniziato a collaborare con il Giornale nel 1904 con articoli di demografia e statistica, poi attratto dalla politica avrebbe abbandonato gli studi e si sarebbe allontanato dal giornale, pur conservandone formalmente la codirezione. Mortara invece proseguì nella guida della rivista traghettando il Giornale fuori dal difficile periodo finanziario dovuto alle conseguenze della prima guerra mondiale. Nonostante le difficoltà di bilancio Mortara riesce a tenere alto il prestigio scientifico internazionale del Giornale attraendo anche riuscendo anche ad attrarre nuovi celebri collaboratori stranieri come Eugen Slutsky.

### Quarta serie (Serie milanese)
Intanto nel 1922 Mortara si sposta da Roma a Milano dove viene chiamato a insegnare nella nuova facoltà di Giurisprudenza dell'Università di Milano e poi a dirigere l'istituto di statistica dell'Università Bocconi. La direzione della rivista verrà così spostata a Milano, dando avvio alla terza serie della rivista nel 1923. Un duplice lutto segna quasi subito la nuova serie. Nel 1924 scompaiono infatti quelli che erano stati i principali collaboratori del Giornale degli economisti: Pantaleoni e Pareto. In ricordo verranno dati alle stampe due sentiti fascicoli speciali di commemorazione. Al posto di Pantaleoni nella direzione subentrerà Gustavo Del Vecchio, mentre la quota di proprietà del Pantaleoni resta alla figlia Marcella Tommasini Pantaleoni.
Come tutta l'editoria italiana, in seguito alla stretta sulla stampa con le leggi fascistissime, il Giornale degli economisti è costretto a compromessi e particolari cautele. Compaiono articoli che sembrano vicini alle politiche del regime, mentre riesce ad essere salvaguardata l'indipendenza di articoli di carattere più tecnico, come quelli di statistica. Pur senza esporsi eccessivamente, tuttavia il Giornale degli economisti continua ad ospitare anche oppositori del regime. Con il Giornale degli economisti collaborano Antonio Graziadei, Ugo La Malfa, e persino Ferruccio Parri – che si firma con la sigla F.P. o con lo pseudonimo “Un lettore qualunque”.
La formula di cauta indipendenza del Giornale degli economisti sembra funzionare e per tutti gli anni del regime consente la pubblicazione della rivista senza particolari ingerenze fino al 1938, quando per il Giornale degli economisti si apre un periodo particolarmente difficile. Nell'autunno di quell'anno l'entrata in vigore delle leggi razziali obbligavano all'allontanamento dei docenti di origine ebrea dalle scuole e dalle università. In molti all'interno della Bocconi speravano in un'applicazione morbida della legge.. 
Invece sia Del Vecchio che Mortara dovettero essere allontanati dalla Bocconi e dal Giornale degli economisti. La prima reazione di Mortara fu quella di pensare alla chiusura del Giornale. Non sopportava l'idea che il Giornale degli economisti cadesse in mano a quanti avevano voluto le leggi razziali:
“Accanto ai quattro figli che lo seguirono in Brasile vi era un figlio dell'intelletto che non poteva emigrare, ed era il Giornale. L'impulso di Mortara fu di sopprimerlo.”
Scriveva Mortara:
“Spero vedere entro il mese Beneduce e convertirlo alla tesi dell'eutanasia del G.d.E. Mi pare l'unica soluzione dignitosa: hara-kiri in giapponese.”
Un comunicato rivolto agli abbonati inserito nel numero di novembre-dicembre 1938 annuncia la cessazione della pubblicazione. A giustificazione della chiusura, nell'ultima pagina del fascicolo, viene inserita la comunicazione: “il lavoro degli economisti italiani è andato disperso, negli ultimi anni, fra una troppa numerosa schiera di rassegne periodiche.” Sempre il comunicato annuncia che Mortara e il comitato di direzione del giornale hanno autorizzato l'Università Bocconi ad aggiungere ai suoi Annali di economia il sottotitolo Giornale degli economisti.. 
Ma molti economisti vicini al regime mirano ad impossessarsi della testata. I più interessati sembrano essere tre intellettuali vicini al regime: Alberto De Stefani, Luigi Amoroso e Felice Vinci. I tre dirigevano la Rivista italiana di scienze economiche che, dagli anni trenta in cui era stata fondata, non aveva avuto particolare fortuna. Per questo l'occasione di fonderla con il Giornale degli economisti si presentava a loro avviso particolarmente attraente. Il Giornale nei piani di De Stefani sarebbe dovuto diventare anche l'organo di una costituenda Società di Economia da lui presieduta. Tuttavia l'intervento di Giovanni Gentile, allora vicepresidente della Bocconi, con la sua autorità riesce a scongiurare il piano di De Stefani.
Gentile si era mosso seguendo un piano opposto rispetto all'operazione immaginata da Mortara. Nella fusione fra Giornale degli economisti e Annali di economia non doveva più essere il primo a cessare la pubblicazione, ma i secondi. Il Giornale degli economisti sarebbe stato ceduto a titolo gratuito all'Università Bocconi. Salvaguardando così il nome della testata di più lunga tradizione e garantendo una soluzione che ne preservasse l'autonomia ed il rigore scientifico. Il primo ad accettare il piano fu Del Vecchio. Arrivarono anche le adesioni di Mortara e Beneduce. La più restia ad accettare fu la figlia di Pantaleoni, ancora comproprietaria della rivista, che testardamente difendeva la soppressione della rivista come il miglior modo per difendere la rivista del padre dalle mire fasciste. Altrettanto importante fu il convinto sostegno all'operazione del nuovo rettore della Bocconi Giovanni Demaria, che dal 1939 della nuova serie, adesso denominata Giornale degli economisti e Annali di economia, si assunse l'onere della direzione.

### Quinta serie (Università Bocconi)
Nei primi mesi nuova serie sembra andare nel migliore dei modi, ma con l'entrata in guerra il Giornale degli economisti entra in rotta di collisione con il fascismo. La politica economica del regime diventa il bersaglio di articoli di critiche sempre meno velate. Articoli in tal senso apparirono a firma di Costantino Bresciani Turroni e Luigi Einaudi. Agostino Lanzillo scriveva della probabilità di una disfatta nelle condizioni economiche in cui l'Italia si trovava ad entrare in guerra. Ma furono due articoli uno di Demaria e soprattutto uno di Epicarmo Corbino a suscitare le ire del regime contro il Giornale degli economisti.. 
La disamina del naviglio mercantile di Corbino era impietosa: nell'ipotesi di una guerra lunga la marina giapponese e quella italiana erano destinate a ridursi ad un'entità trascurabile, mentre quella angloamericana avrebbe presentato già dal 1943 un incremento netto. A peggiorare la situazione giunse una trasmissione radio americana di propaganda, intercettata dai servizi di sicurezza italiani, che citava ampiamente l'articolo di Corbino. Così, quando nel maggio del 1942 Demaria intervenne durante un convegno attaccando l'autarchia fascista e proponendo il ritorno alla libertà economica e l'apertura al commercio internazionale, la reazione del regime non si fece attendere. La relazione di Demaria non venne pubblicata fra gli atti del convegno e alla guida del Giornale degli economisti, a partire dal fascicolo luglio-agosto 1942, venne imposto il rettore della Bocconi Paolo Greco.
Neanche il cambiamento di direzione garantì tranquillità al Giornale degli economisti e Annali di economia. In seguito ad una recensione a firma “G.D.” la rivista venne sequestrata “per propaganda antipatriottica americana” e le conseguenze per Demaria sarebbero state anche peggiori se non fosse stato per l'ennesimo intervento di Gentile presso Bottai e Mussolini.
Le pubblicazioni del Giornale degli economisti e Annali di economia riprendono con il 1946. La numerazione riportata sul primo fascicolo è gennaio/febbraio 1943-gennaio/febbraio 1946 a sottolineare la continuità dopo la sospensione e Demaria torna ad essere direttore.
Il Giornale degli economisti nel secondo dopoguerra riesce ad attrarre numerosi contributi di studiosi stranieri e ad internazionalizzare la ricerca. A partire dagli anni settanta appaiono sempre più scritti in lingua inglese. Compaiono articoli di Franco Modigliani, Duncan Black, Jan Tinbergen, François Perroux, Gerhard Tintner, Fritz Machlup, Oskar Morgenstern. 
Di gran rilievo nel 1952 sono la relazione di Marco Fanno alla prima riunione della Società italiana degli economisti e l'articolo di Bruno De Finetti di introduzione al Teorema di Arrow-Pratt. Nel 1956 viene pubblicata la relazione di Demaria alla seconda riunione della Società italiana degli economisti in cui viene teorizzata la causazione esogena dei cicli economici. Da questa relazione e dall'articolo hanno origine le Ricerche di cinematica storica prodotte da gruppi di lavoro di studenti e parzialmente pubblicate sul Giornale degli economisti e Annali di economia dal 1964 al 1973.
Dopo il ritiro di Demaria nel 1976 la guida del Giornale degli economisti e Annali di economia viene assunta da Innocenzo Gasparini che a Demaria era succeduto sulla cattedra di Economia politica. 
Gasparini aveva iniziato a collaborare con il Giornale degli economisti fin dal 1947 con l'articolo Nota critica sulla tesi hayekiana dell'effetto di Ricardo, ed al Giornale affidò un suo articolo Considerazioni sul ruolo dell'imprenditorialità, pubblicato pochi mesi prima della sua scomparsa nel 1985. A Gasparini subentrerà Mario Monti che ne era stato un allievo. Succederanno poi come direttori Franco Bruni e Michele Polo. 
Negli anni recenti tutti gli articoli del Giornale degli economisti e Annali di economia appaiono in lingua inglese. Vengono adesso delineate due aree di maggiore interesse: 1- temi di politica economica di rilievo per il dibattito economico italiano 2- Studi critici sui recenti sviluppi della letteratura teorica ed empirica. La rivista è aperta ad economisti di ogni tendenza. L'unica discriminante per l'accettazione, come già era stato durante il periodo di Demaria e come confermato dall'attuale linea editoriale, resta il valore scientifico degli articoli.

### Confluenza nell'«Italian Economic Journal»
Nel 2014 la proprietà della rivista viene ceduta dall'Università Bocconi alla Società italiana degli economisti (SIE), con la definizione di un accordo per fonderla con la «Rivista Italiana degli economisti» e dare vita a un nuovo giornale, «Italian Economic Journal», formalmente patrocinato dalla SIE.

Il nuovo giornale, edito da [Springer, vede la luce nel 2015; il comitato direttivo comprende: Roberto Cellini, allora Segretario generale della SIE (direttore responsabile della rivista), Michele Polo, ultimo direttore del Giornale degli Economisti, Alberto Zazzaro, ultimo direttore della «Rivista Italiana degli economisti», e Michele Fratianni.

## Direttori
- 1875-1879 Eugenio Forti
- 1886-1889 Alberto Zorli
- 1890-1909 Alberto Zorli (fino al 1897), Maffeo Pantaleoni, Antonio De Viti De Marco, Ugo Mazzola (fino al 1897)
- 1910-1938 Giorgio Mortara, Maffeo Pantaleoni (fino al 1924), Gustavo Del Vecchio (dal 1925), Antonio De Viti De Marco (fino al 1913), Alberto Beneduce
- 1939-1942 Giovanni Demaria
- 1942 Paolo Greco
- 1946-1975 Giovanni Demaria
- 1976-1984 Innocenzo Gasperini
- 1985-1995 Mario Monti
- 1996-2003 Franco Bruni
- 2004-2014 Michele Polo